# Воронин, Андрей Викторович
Андре́й Ви́кторович Воро́нин (укр. Андрій Вікторович Воронін; род. 21 июля 1979[…], Одесса) — украинский футболист и футбольный тренер.

## Клубная карьера
В 1995 году покинул Одессу, где занимался в футбольной школе «Черноморец» и переехал в Мёнхенгладбах, став игроком местной «Боруссии». В Бундеслиге дебютировал в 18 лет в игре с мюнхенской «Баварией», но большую часть времени играл за молодёжную команду. Всего за пять лет сыграл в Бундеслиге 7 матчей и забил 1 гол. В поисках игровой практики перешёл в клуб второй Бундеслиги «Майнц». Стал основным нападающим клуба и, во втором сезоне забив 20 голов, стал лучшим бомбардиром турнира.
Выступая за «Майнц», Воронин получил приглашение в молодёжную сборную Украины, а в январе 2002 года был вызван и в основную команду. В сборной дебютировал в марте 2002 года в матче со сборной Румынии, проигранном украинцами со счётом 1:4. Однако в сборной Воронину не удалось закрепиться, поскольку тренер Леонид Буряк предпочитал ему Шевченко, Реброва и Воробья. В следующем году Воронин забил 20 голов во второй Бундеслиге и получил от немецкого футбольного ежедневника Kicker следующую оценку: «Звезда 23-летнего нападающего взошла, после того как он получил в команде новую роль — ему предоставили полную свободу действий». Тогда же в прессе появилась информация, что киевское «Динамо» заинтересовано в возвращении нападающего на Украину. Воронин вновь получил вызов в национальную сборную и забил свой первый гол за неё в отборочном турнире на Евро 2004 в ворота сборной Греции в сентябре 2002 года, а второй — в марте 2003 испанцам. «Штутгарт», «Болонья» и некоторые другие клубы по сообщениям прессы вели переговоры о подписании контракта с Ворониным, «Майнц» же был заинтересован в продлении действующего. Сайт uefa.com назвал Воронина одним из самых востребованных футболистов Германии. Сезон 2003/04 Воронин начал в составе «Кёльна», выигравшего вторую Бундеслигу.
Хотя «Кёльн» и не смог закрепиться в Бундеслиге, Воронин остался в немецкой футбольной элите, подписав контракт с леверкузенским «Байером» в 2004 году. «Байер» наблюдал за украинцем ещё со времён его выступления за «Майнц», а матч между «Байером» и «Кёльном», закончившийся со счётом 2:2, в котором Воронин забил один гол в ворота своей будущей команды и поспособствовал второму, окончательно убедил руководство леверкузенцев в необходимости его приобретения. Express назвал украинца «единственным настоящим футболистом в „Кёльне“», а Bild написала: «Единственный нападающий „Кёльна“ (Воронин) был опасней, чем всё звёздное нападение „Байера“ (Шнайдер, Понте, Нойвилль и Бербатов).» После первых двух успешных лет в «Байере» и в сборной (в составе сборной Украины Воронин вышел в 1/4 финала чемпионата мира 2006 года в Германии, где украинцы уступили итальянцам, выигравшим чемпионат) в игре Воронина начался спад — он стал мало забивать. В одном из интервью он заявил, что не собирается продлевать контракт с «Байером», а рассматривает предложения от клубов Франции, Испании, Италии и Шотландии («Селтик» назывался фаворитом в борьбе за нападающего).
18 февраля 2007 года появилась информация, что Воронин подписал контракт на четыре года с «Ливерпулем». 26 февраля 2007 года «Ливерпуль» официально подтвердил, что с Ворониным заключён контракт и летом он, как свободный агент, присоединится к английской команде 11 августа 2007 года, выйдя на замену другому новичку клуба Фернандо Торресу на 78-й минуте матча первого тура Премьер-Лиги против «Астон Виллы». Дебютный гол Воронина был забит уже в следующей игре — 15 августа 2007 года на 43-й минуте матча против «Тулузы», состоявшегося в рамках третьего отборочного раунда Лиги чемпионов Воронин ударом из-за пределов штрафной забил гол и принёс своему новому клубу победу.
1 сентября 2008 года Воронин отправился в аренду на год в берлинскую «Герту». 5 октября в матче против своего бывшего клуба «Байера» забил первый гол за «Герту». 14 февраля 2009 года оформил свой первый дубль в ворота «Баварии», а через 2 тура оформил и хет-трик в ворота «Энерги».

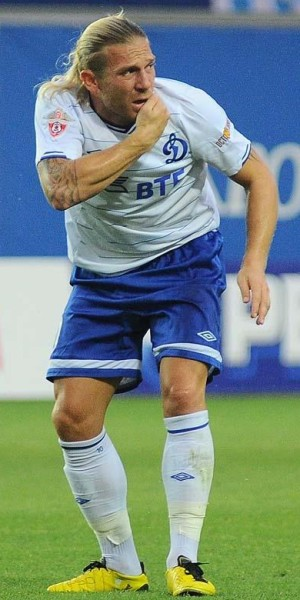
Воронин в московском «Динамо», 2010 год

25 мая 2009 года Воронин подтвердил, что продолжения его карьеры в «Герте» ждать не следует, и он возвращается в «Ливерпуль». После полугода в составе клуба, которые Воронин проводил, в основном, на скамье запасных, он принял решение сменить клуб. 8 января 2010 года стало известно о том, что он переходит в московское «Динамо», заплатившее за трансфер 2 млн евро.
11 февраля 2010 года Воронин дебютировал за клуб в товарищеском матче против испанской «Картахены» и в этом же матче забил свой первый гол за «Динамо». В российской премьер-лиге дебютировал 14 марта 2010 года в матче с московским «Спартаком», который закончился победой «Динамо» со счётом 1:0. 26 июня 2011 года, в игре с московским «Локомотивом» забил свой сотый гол в клубной карьере (и трижды ассистировал своим партнёрам). 12 августа продлил контракт с «Динамо» до лета 2014 года. В сезоне 2011/12 был признан лучшим игроком «Динамо» по версии болельщиков.
19 декабря 2011 года газетой «Украинский футбол» был назван лучшим игроком Украины 2011 года.

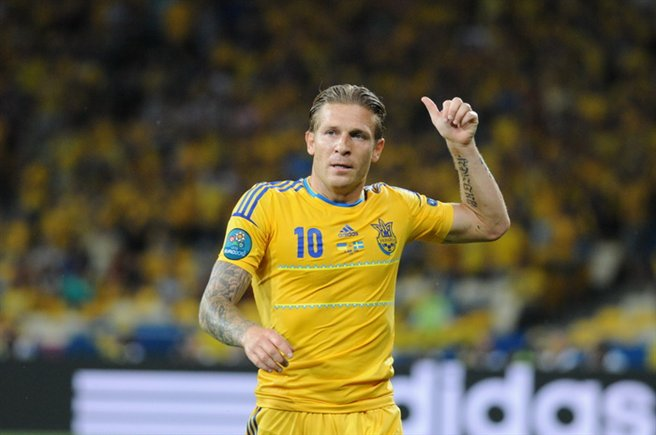
Воронин во время игры за Сборную Украины на Чемпионате Европы по футболу 2012.

После матча Евро-2012 против Англии объявил о завершении карьеры в сборной Украины.
Из-за разногласий с главным тренером московского «Динамо» Сергеем Силкиным, 30 июля 2012 года перешёл в «Фортуну» на правах аренды до 15 июня 2013 года. Впоследствии игрок назвал этот период худшим в своей карьере — он не попадал в стартовый состав клуба (провел всего 10 матчей, шесть — в стартовом составе), а также получил несколько серьёзных травм, в том числе перелом носа.
2 июня 2013 года Воронин вернулся в «Динамо» и уже 10 июня провёл первую тренировку под руководством Дана Петреску. В матче первого тура РФПЛ сезона 2013/14 против «Волги» забил первый мяч после возвращения в «Динамо». В восьмом туре сделал хет-трик в гостевом матче против «Урала», трижды забив в первом тайме. Осенью 2013 года получил травму шеи — после операции ему был удален диск шейного отдела позвоночника.
В середине мая 2014 года «Динамо» не предложило Воронину продление контракта. После ухода он не стал рассматривать варианты продолжения карьеры в российском чемпионате, рассчитывая вернуться в чемпионат Германии. Однако летом завершил карьеру игрока.

## Тренерская карьера
В конце октября 2016 года, после прохождения курсов в ФФУ, Воронин получил диплом тренера.
В январе 2017 года он возглавил «Бюдерих», клуб седьмого немецкого дивизиона. На посту тренера отработал полгода. За это время клуб провёл 15 поединков: победил в шести, заработал две ничьи и семь раз уступил. Воронин имел задачу выйти в шестой дивизион, однако не справился с ней. 14 июня покинул пост.
19 сентября 2017 вошёл в тренерский штаб сборной Украины, став тренером-селекционером. Сам Воронин опроверг данную информацию:
Нет. Я ничего не помогаю сборной Украины. И никогда не помогал… Был такой момент, меня Шевченко попросил посмотреть игру Финляндия — Хорватия. Я поехал, посмотрел игру, и дал ему информацию. Но я никогда официально и неофициально не был в сборной Украины.
14 октября 2020 года вошёл в тренерский штаб Сандро Шварца в московском «Динамо». 1 марта 2022 года, на фоне вторжения России на Украину, расторгнул контракт по соглашению сторон и покинул Россию.

## Статистика выступлений

### Клубная
| Клуб                     | Сезон            | Чемпионат | Чемпионат | Кубок | Кубок | Еврокубки | Еврокубки | Всего | Всего |
| Клуб                     | Сезон            | Игры      | Голы      | Игры  | Голы  | Игры      | Голы      | Игры  | Голы  |
| ------------------------ | ---------------- | --------- | --------- | ----- | ----- | --------- | --------- | ----- | ----- |
| Боруссия (Мёнхенгладбах) | 1997-98          | 7         | 1         | 0     | 0     | 0         | 0         | 7     | 1     |
| Боруссия (Мёнхенгладбах) | 1998-99          | 0         | 0         | 0     | 0     | 0         | 0         | 0     | 0     |
| Боруссия (Мёнхенгладбах) | 1999-00          | 2         | 0         | 0     | 0     | 0         | 0         | 2     | 0     |
| Майнц                    | 2000-01          | 10        | 1         | 1     | 0     | 0         | 0         | 11    | 1     |
| Майнц                    | 2001-02          | 34        | 8         | 2     | 1     | 0         | 0         | 36    | 9     |
| Майнц                    | 2002-03          | 31        | 20        | 1     | 0     | 0         | 0         | 32    | 20    |
| Кёльн                    | 2003-04          | 19        | 4         | 2     | 2     | 0         | 0         | 21    | 6     |
| Байер                    | 2004-05          | 32        | 15        | 1     | 0     | 5         | 2         | 38    | 17    |
| Байер                    | 2005-06          | 29        | 7         | 2     | 1     | 2         | 0         | 33    | 8     |
| Байер                    | 2006-07          | 31        | 10        | 2     | 0     | 10        | 2         | 43    | 12    |
| Ливерпуль                | 2007-08          | 19        | 5         | 1     | 0     | 7         | 1         | 27    | 6     |
| → Герта                  | 2008-09          | 27        | 11        | 1     | 0     | 5         | 0         | 33    | 11    |
| Ливерпуль                | 2009-10          | 8         | 0         | 0     | 0     | 3         | 0         | 11    | 0     |
| Динамо (Москва)          | 2010             | 26        | 4         | 3     | 0     | 0         | 0         | 29    | 4     |
| Динамо (Москва)          | 2011-12          | 37        | 11        | 4     | 2     | 0         | 0         | 41    | 13    |
| → Фортуна                | 2012-13          | 9         | 0         | 1     | 0     | 0         | 0         | 10    | 0     |
| Динамо (Москва)          | 2013-14          | 17        | 7         | 0     | 0     | 0         | 0         | 17    | 7     |
| Всего за карьеру         | Всего за карьеру | 338       | 104       | 21    | 6     | 32        | 5         | 391   | 115   |

## Статистика

### Все голы за карьеру
| №   | Дата       | Где забил          | Минута | Турнир                  | За кого забил            | Кому забил                    | Кому забил           |
| №   | Дата       | Где забил          | Минута | Турнир                  | За кого забил            | Команда                       | Вратарь              |
| --- | ---------- | ------------------ | ------ | ----------------------- | ------------------------ | ----------------------------- | -------------------- |
| 1   | 02.05.1998 | Мёнхенгладбах      | 89     | Бундеслига              | «Боруссия» Мёнхенгладбах | «Ганза» Росток                | Мартин Пикенхаген    |
| 2   | 17.11.2000 | Майнц              | 87     | Вторая Бундеслига       | «Майнц»                  | «Алемания» Ахен               | Андре Ленц           |
| 3   | 25.08.2001 | Ауэ                | 114    | Кубок Германии          | «Майнц»                  | "Эрцгебирге Ауэ»              | Дирк Боме            |
| 4   | 19.10.2001 | Маннгейм           | 36     | Вторая Бундеслига       | «Майнц»                  | «Вальдхоф» Маннгейм           | Ахим Холлерейц       |
| 5   | 19.10.2001 | Маннгейм           | 54     | Вторая Бундеслига       | «Майнц»                  | «Вальдхоф» Маннгейм           | Ахим Холлерейц       |
| 6   | 26.10.2001 | Майнц              | 79     | Вторая Бундеслига       | «Майнц»                  | «Швайнфурт 05»                | Ральф Шербаум        |
| 7   | 24.11.2001 | Билефельд          | 64     | Вторая Бундеслига       | «Майнц»                  | «Арминия» Билефельд           | Матиас Хайн          |
| 8   | 06.02.2002 | Карлсруэ           | 80     | Вторая Бундеслига       | «Майнц»                  | «Карлсруэ»                    | Томас Вальтер        |
| 9   | 16.02.2002 | Майнц              | 58     | Вторая Бундеслига       | «Майнц»                  | «Оберхаузен»                  | Рене Адлер           |
| 10  | 25.02.2002 | Ален               | 86     | Вторая Бундеслига       | «Майнц»                  | «Рот-Вайсс» Ален              | Дирк Лангербейн      |
| 11  | 21.04.2002 | Дуйсбург           | 5      | Вторая Бундеслига       | «Майнц»                  | «Дуйсбург»                    | Штефан Брасас        |
| 12  | 10.08.2002 | Берлин             | 36     | Вторая Бундеслига       | «Майнц»                  | «Унион» Берлин                | Свен Бейкерт         |
| 13  | 10.08.2002 | Берлин             | 74     | Вторая Бундеслига       | «Майнц»                  | «Унион» Берлин                | Свен Бейкерт         |
| 14  | 25.08.2002 | Майнц              | 52     | Вторая Бундеслига       | «Майнц»                  | «Вальдхоф» Маннгейм           | Карстен Нюлле        |
| 15  | 25.08.2002 | Майнц              | 80     | Вторая Бундеслига       | «Майнц»                  | «Вальдхоф» Маннгейм           | Карстен Нюлле        |
| 16  | 15.09.2002 | Майнц              | 54     | Вторая Бундеслига       | «Майнц»                  | «Ройтлинген»                  | Горан Курко          |
| 17  | 22.09.2002 | Санкт-Паули        | 74     | Вторая Бундеслига       | «Майнц»                  | «Санкт-Паули»                 | Симон Хенцлер        |
| 18  | 12.10.2002 | Киев               | 90+1   | Отборочный матч ЧЕ-2004 | Украина                  | Греция                        | Антониос Никополидис |
| 19  | 21.10.2002 | Майнц              | 18     | Вторая Бундеслига       | «Майнц»                  | «Кёльн»                       | Александр Баде       |
| 20  | 21.10.2002 | Майнц              | 23     | Вторая Бундеслига       | «Майнц»                  | «Кёльн»                       | Александр Баде       |
| 21  | 25.10.2002 | Бургхаузен         | 28     | Вторая Бундеслига       | «Майнц»                  | «Ваккер» Бургхаузен           | Кай Венер            |
| 22  | 04.11.2002 | Майнц              | 52     | Вторая Бундеслига       | «Майнц»                  | «Карлсруэ»                    | Томас Вальтер        |
| 23  | 15.11.2002 | Майнц              | 21     | Вторая Бундеслига       | «Майнц»                  | «Алемания»                    | Штефан Штрауб        |
| 24  | 06.12.2002 | Любек              | 52     | Вторая Бундеслига       | «Майнц»                  | «Любек»                       | Майк Вильде          |
| 25  | 13.12.2002 | Майнц              | 59     | Вторая Бундеслига       | «Майнц»                  | «Айнтрахт» Брауншвейг         | Александр Кунце      |
| 26  | 26.01.2003 | Майнц              | 45+1   | Вторая Бундеслига       | «Майнц»                  | «Унион» Берлин                | Роберт Вулниковски   |
| 27  | 03.02.2003 | Трир               | 17     | Вторая Бундеслига       | «Майнц»                  | «Айнтрахт» Трир               | Даниэль Ишдонат      |
| 28  | 16.02.2003 | Майнц              | 74     | Вторая Бундеслига       | «Майнц»                  | «Оберхаузен»                  | Рене Адлер           |
| 29  | 14.03.2003 | Майнц              | 22     | Вторая Бундеслига       | «Майнц»                  | «Гройтер» Фюрт                | Свен Нойхаус         |
| 30  | 24.03.2003 | Майнц              | 70     | Вторая Бундеслига       | «Майнц»                  | «Кёльн»                       | Александр Баде       |
| 31  | 29.03.2003 | Киев               | 11     | Отборочный матч ЧЕ-2004 | Украина                  | Испания                       | Икер Касильяс        |
| 32  | 21.04.2003 | Майнц              | 7      | Вторая Бундеслига       | «Майнц»                  | «Дуйсбург»                    | Дирк Лангербейн      |
| 33  | 18.05.2003 | Майнц              | 34     | Вторая Бундеслига       | «Майнц»                  | «Любек»                       | Карстен Вехльманн    |
| 34  | 30.08.2003 | Бремен             | 95     | Кубок Германии          | «Кёльн»                  | «Обернойланд» Бремен          | Вилко Барре          |
| 35  | 30.08.2003 | Бремен             | 119    | Кубок Германии          | «Кёльн»                  | «Обернойланд» Бремен          | Вилко Барре          |
| 36  | 20.09.2003 | Кёльн              | 60     | Бундеслига              | «Кёльн»                  | «Вольфсбург»                  | Симон Йентцш         |
| 37  | 29.11.2003 | Мюнхен             | 35     | Бундеслига              | «Кёльн»                  | «Бавария» Мюнхен              | Оливер Кан           |
| 38  | 16.12.2003 | Кёльн              | 46     | Бундеслига              | «Кёльн»                  | «Герта» Берлин                | Габор Кирай          |
| 39  | 28.02.2004 | Кёльн              | 49     | Бундеслига              | «Кёльн»                  | «Мюнхен 1860»                 | Михаэль Хофманн      |
| 40  | 15.08.2004 | Бохум              | 87     | Бундеслига              | «Байер» Леверкузен       | «Бохум»                       | Рейн ван Дуйнховен   |
| 41  | 28.09.2004 | Киев               | 59     | Лига чемпионов          | «Байер» Леверкузен       | «Динамо» Киев                 | Александр Шовковский |
| 42  | 27.10.2004 | Леверкузен         | 50     | Бундеслига              | «Байер» Леверкузен       | «Алемания»                    | Матиас Хайн          |
| 43  | 27.10.2004 | Леверкузен         | 54     | Бундеслига              | «Байер» Леверкузен       | «Алемания»                    | Матиас Хайн          |
| 44  | 27.10.2004 | Леверкузен         | 78     | Бундеслига              | «Байер» Леверкузен       | «Алемания»                    | Матиас Хайн          |
| 45  | 06.11.2004 | Леверкузен         | 88     | Бундеслига              | «Байер» Леверкузен       | «Фрайбург»                    | Рихард Гольц         |
| 46  | 13.11.2004 | Бремен             | 51     | Бундеслига              | «Байер» Леверкузен       | «Вердер» Бремен               | Андреас Райнке       |
| 47  | 27.11.2004 | Росток             | 63     | Бундеслига              | «Байер» Леверкузен       | «Ганза» Росток                | Матиас Шобер         |
| 48  | 04.12.2004 | Леверкузен         | 46     | Бундеслига              | «Байер» Леверкузен       | «Вольфсбург»                  | Симон Йентцш         |
| 49  | 08.12.2004 | Леверкузен         | 51     | Лига чемпионов          | «Байер» Леверкузен       | «Динамо» Киев                 | Александр Шовковский |
| 50  | 23.01.2005 | Ганновер           | 18     | Бундеслига              | «Байер» Леверкузен       | «Ганновер»                    | Роберт Энке          |
| 51  | 29.01.2005 | Леверкузен         | 31     | Бундеслига              | «Байер» Леверкузен       | «Бохум»                       | Кристиан Фандер      |
| 52  | 12.03.2005 | Леверкузен         | 84     | Бундеслига              | «Байер» Леверкузен       | «Герта» Берлин                | Кристиан Фидлер      |
| 53  | 19.03.2005 | Леверкузен         | 46     | Бундеслига              | «Байер» Леверкузен       | «Кайзерслаутерн»              | Томас Эрнст          |
| 54  | 30.03.2005 | Киев               | 68     | Отборочный матч ЧМ-2006 | Украина                  | Дания                         | Томас Сёренсен       |
| 55  | 30.04.2005 | Гельзенкирхен      | 64     | Бундеслига              | «Байер» Леверкузен       | «Шальке» Гельзенкирхен        | Кристофер Хаймерот   |
| 56  | 07.05.2005 | Леверкузен         | 58     | Бундеслига              | «Байер» Леверкузен       | «Ганза» Росток                | Матиас Шобер         |
| 57  | 21.05.2005 | Леверкузен         | 59     | Бундеслига              | «Байер» Леверкузен       | «Боруссия» Мёнхенгладбах      | Кейси Келлер         |
| 58  | 07.08.2005 | Франкфурт-на-Майне | 48     | Бундеслига              | «Байер» Леверкузен       | «Айнтрахт» Франкфурт-на-Майне | Маркус Прелль        |
| 59  | 20.08.2005 | Эрфурт             | 57     | Кубок Германии          | «Байер» Леверкузен       | «Рот-Вайсс» Эрфурт            | Дирк Орлисхаузен     |
| 60  | 21.09.2005 | Леверкузен         | 25     | Бундеслига              | «Байер» Леверкузен       | «Кёльн»                       | Штефан Весселс       |
| 61  | 01.10.2005 | Леверкузен         | 84     | Бундеслига              | «Байер» Леверкузен       | «Арминия»                     | Матиас Хайн          |
| 62  | 29.10.2005 | Кайзерслаутерн     | 71     | Бундеслига              | «Байер» Леверкузен       | «Кайзерслаутерн»              | Томас Эрнст          |
| 63  | 11.02.2006 | Гельзенкирхен      | 40     | Бундеслига              | «Байер» Леверкузен       | «Шальке» Гельзенкирхен        | Франк Рост           |
| 64  | 11.02.2006 | Гельзенкирхен      | 64     | Бундеслига              | «Байер» Леверкузен       | «Шальке» Гельзенкирхен        | Франк Рост           |
| 65  | 25.02.2006 | Кёльн              | 70     | Бундеслига              | «Байер» Леверкузен       | «Кёльн»                       | Александр Баде       |
| 66  | 08.06.2006 | Люксембург         | 55     | Товарищеский матч       | Украина                  | Люксембург                    | Жонатан Жубер        |
| 67  | 15.08.2006 | Киев               | 3      | Товарищеский матч       | Украина                  | Азербайджан                   | Фархад Велиев        |
| 68  | 28.09.2006 | Леверкузен         | 62     | Кубок УЕФА              | «Байер» Леверкузен       | «Сьон» Швейцария              | Германо Вайлати      |
| 69  | 22.10.2006 | Леверкузен         | 40     | Бундеслига              | «Байер» Леверкузен       | «Гамбург»                     | Саша Кирштайн        |
| 70  | 28.10.2006 | Мёнхенгладбах      | 74     | Бундеслига              | «Байер» Леверкузен       | «Боруссия» Мёнхенгладбах      | Кейси Келлер         |
| 71  | 08.11.2006 | Бохум              | 32     | Бундеслига              | «Байер» Леверкузен       | «Бохум»                       | Александр Баде       |
| 72  | 26.11.2006 | Леверкузен         | 80     | Бундеслига              | «Байер» Леверкузен       | «Энерги» Коттбус              | Томислав Пиплица     |
| 73  | 17.12.2006 | Дортмунд           | 24     | Бундеслига              | «Байер» Леверкузен       | «Боруссия» Дортмунд           | Роман Вайденфеллер   |
| 74  | 28.01.2006 | Аахен              | 54     | Бундеслига              | «Байер» Леверкузен       | «Алемания» Аахен              | Штефан Штрауб        |
| 75  | 04.03.2007 | Леверкузен         | 19     | Бундеслига              | «Байер» Леверкузен       | «Штутгарт»                    | Тимо Хильдебранд     |
| 76  | 14.03.2007 | Леверкузен         | 36     | Кубок УЕФА              | «Байер» Леверкузен       | «Ланс» Франция                | Шарль-Юбер Итанж     |
| 77  | 18.03.2007 | Леверкузен         | 90+1   | Бундеслига              | «Байер» Леверкузен       | «Боруссия» Мёнхенгладбах      | Кейси Келлер         |
| 78  | 15.04.2007 | Мюнхен             | 60     | Бундеслига              | «Байер» Леверкузен       | «Бавария» Мюнхен              | Оливер Кан           |
| 79  | 12.05.2007 | Берлин             | 34     | Бундеслига              | «Байер» Леверкузен       | «Герта» Берлин                | Кристиан Фидлер      |
| 80  | 15.08.2007 | Тулуза             | 43     | Лига чемпионов          | «Ливерпуль»              | «Тулуза» Франция              | Николя Душе          |
| 81  | 25.08.2007 | Сандерленд         | 87     | Премьер-лига Barclays   | «Ливерпуль»              | «Сандерленд»                  | Крейг Гордон         |
| 82  | 01.09.2007 | Ливерпуль          | 76     | Премьер-лига Barclays   | «Ливерпуль»              | «Дерби Каунти»                | Стефен Байуоттер     |
| 83  | 07.10.2007 | Ливерпуль          | 12     | Премьер-лига Barclays   | «Ливерпуль»              | «Тоттенхэм»                   | Пол Робинсон         |
| 84  | 21.11.2007 | Киев               | 14     | Отборочный матч ЧЕ-2008 | Украина                  | Франция                       | Себастьян Фрей       |
| 85  | 13.04.2008 | Ливерпуль          | 90     | Премьер-лига Barclays   | «Ливерпуль»              | «Блэкберн»                    | Брэд Фридель         |
| 86  | 11.05.2008 | Лондон             | 69     | Премьер-лига Barclays   | «Ливерпуль»              | «Тоттенхэм» Лондон            | Радек Черны          |
| 87  | 04.10.2008 | Леверкузен         | 89     | Бундеслига              | «Герта» Берлин           | «Байер» Леверкузен            | Рене Адлер           |
| 88  | 29.10.2008 | Берлин             | 84     | Бундеслига              | «Герта» Берлин           | «Ганновер»                    | Флориан Фромловиц    |
| 89  | 09.11.2008 | Берлин             | 70     | Бундеслига              | «Герта» Берлин           | «Хоффенхайм»                  | Даниель Хаас         |
| 90  | 06.02.2009 | Билефельд          | 13     | Бундеслига              | «Герта» Берлин           | «Арминия» Билефельд           | Деннис Айльхофф      |
| 91  | 14.02.2009 | Берлин             | 38     | Бундеслига              | «Герта» Берлин           | «Бавария» Мюнхен              | Михаэль Рензинг      |
| 92  | 14.02.2009 | Берлин             | 77     | Бундеслига              | «Герта» Берлин           | «Бавария» Мюнхен              | Михаэль Рензинг      |
| 93  | 28.02.2009 | Берлин             | 28     | Бундеслига              | «Герта» Берлин           | «Боруссия» Мёнхенгладбах      | Логан Байи           |
| 94  | 07.03.2009 | Коттбус            | 34     | Бундеслига              | «Герта» Берлин           | «Энерги» Коттбус              | Герхард Треммель     |
| 95  | 07.03.2009 | Коттбус            | 45     | Бундеслига              | «Герта» Берлин           | «Энерги» Коттбус              | Герхард Треммель     |
| 96  | 07.03.2009 | Коттбус            | 88     | Бундеслига              | «Герта» Берлин           | «Энерги» Коттбус              | Герхард Треммель     |
| 97  | 14.03.2009 | Берлин             | 50     | Бундеслига              | «Герта» Берлин           | «Байер» Леверкузен            | Рене Адлер           |
| 98  | 04.04.2010 | Москва             | 22     | Премьер-Лига России     | «Динамо» Москва          | «Локомотив» Москва            | Гильерме             |
| 99  | 05.05.2010 | Химки              | 13     | Премьер-Лига России     | «Динамо» Москва          | «Амкар» Пермь                 | Сергей Нарубин       |
| 100 | 17.07.2010 | Москва             | 31     | Премьер-Лига России     | «Динамо» Москва          | «Ростов» Ростов-на-Дону       | Антон Амельченко     |
| 101 | 17.10.2010 | Москва             | 90+2   | Премьер-Лига России     | «Динамо» Москва          | «Анжи» Махачкала              | Нукри Ревишвили      |
| 102 | 19.03.2010 | Москва             | 90     | Премьер-Лига России     | «Динамо» Москва          | «Ростов» Ростов-на-Дону       | Деян Радич           |
| 103 | 08.05.2011 | Москва             | 45     | Премьер-Лига России     | «Динамо» Москва          | ЦСКА Москва                   | Игорь Акинфеев       |
| 104 | 21.05.2011 | Химки              | 48     | Премьер-Лига России     | «Динамо» Москва          | «Крылья Советов» Самара       | Раис М’Боли          |
| 105 | 01.06.2011 | Киев               | 60     | Товарищеский матч       | Украина                  | Узбекистан                    | Игнатий Нестеров     |
| 106 | 22.06.2011 | Москва             | 65     | Премьер-Лига России     | «Динамо» Москва          | «Спартак» Москва              | Андрей Дикань        |
| 107 | 26.06.2011 | Химки              | 79     | Премьер-Лига России     | «Динамо» Москва          | «Локомотив» Москва            | Гильерме             |
| 108 | 26.06.2011 | Химки              | 29     | Премьер-Лига России     | «Динамо» Москва          | «Терек» Грозный               | Ярослав Годзюр       |
| 109 | 20.08.2011 | Махачкала          | 44     | Премьер-Лига России     | «Динамо» Москва          | «Анжи» Махачкала              | Нукри Ревишвили      |
| 110 | 10.09.2011 | Москва             | 36     | Премьер-Лига России     | «Динамо» Москва          | ЦСКА Москва                   | Сергей Чепчугов      |
| 111 | 18.09.2011 | Химки              | 9      | Премьер-Лига России     | «Динамо» Москва          | «Амкар» Пермь                 | Сергей Нарубин       |
| 112 | 01.10.2011 | Химки              | 32     | Премьер-Лига России     | «Динамо» Москва          | «Краснодар»                   | Игорь Усминский      |
| 113 | 01.10.2011 | Химки              | 75     | Премьер-Лига России     | «Динамо» Москва          | «Краснодар»                   | Игорь Усминский      |
| 114 | 11.04.2012 | Москва             | 86     | Кубок России            | «Динамо» Москва          | «Волга» Нижний Новгород       | Виталий Астахов      |
| 115 | 28.05.2012 | Куфштайн           | 41     | Товарищеский матч       | Украина                  | Эстония                       | Михкель Аксалу       |
| 116 | 14.07.2013 | Химки              | 30     | Премьер-Лига России     | «Динамо» Москва          | «Волга» Нижний Новгород       | Илья Абаев           |
| 117 | 19.07.2013 | Химки              | 90+6   | Премьер-Лига России     | «Динамо» Москва          | «Анжи» Махачкала              | Владимир Габулов     |
| 118 | 27.07.2013 | Химки              | 80     | Премьер-Лига России     | «Динамо» Москва          | «Спартак» Москва              | Сергей Песьяков      |
| 119 | 16.09.2013 | Екатеринбург       | 18     | Премьер-Лига России     | «Динамо» Москва          | «Урал» Екатеринбург           | Алексей Солосин      |
| 120 | 16.09.2013 | Екатеринбург       | 35     | Премьер-Лига России     | «Динамо» Москва          | «Урал» Екатеринбург           | Алексей Солосин      |
| 121 | 16.09.2013 | Екатеринбург       | 45     | Премьер-Лига России     | «Динамо» Москва          | «Урал» Екатеринбург           | Алексей Солосин      |
| 122 | 20.10.2013 | Москва             | 58     | Премьер-Лига России     | «Динамо» Москва          | «Кубань» Краснодар            | Александр Беленов    |

## Личная жизнь
Жена — одесситка Юлия (13.11.1983), сын — Андрей (2007), дочь — Соня (2008), сын — Даниэль (2015), также от первого брака есть дочь Мария (2006).

## Награды и достижения

### Командные
«Динамо» (Москва)
- Финалист Кубка России: 2012

### Личные
- Заслуженный мастер спорта Украины
- Кавалер ордена «За мужество» III степени (2006)[34]
- Включён в список 33 лучших футболистов чемпионата России: 2011/12 (№ 3)
- Футбольный джентльмен года в России: 2011
- Лучший бомбардир Второй Бундеслиги: 2003
- Приз «Лучший футболист стран СНГ и Балтии» («Звезда») от газеты «Спорт-Экспресс»: 2011[35]
- Футболист года в Украине (по версии «Украинский футбол»): 2011[36]
- Лучший игрок «Динамо» (Москва) сезона 2011/12 по версии болельщиков[19]
- Лучший футболист Украины (по версии СЭ на Украине): 2011[37]
- В списках лучших футболистов Украины[укр.] (9): 2001 — № 1, 2002 — № 1, 2003 — № 2, 2004 — № 1, 2005 — № 1, 2006 — № 1, 2007 — № 1, 2011 — № 1, 2013 — № 3

## Высказывания
После поражения сборной Украины по футболу от сборной Литвы в ноябре 2007 года, на обращение к нему журналиста на украинском языке сказал:
«Ты можешь ко мне обращаться на русском языке?». Когда журналист сказал, что обращается к нему на государственном языке, и футболист обязан его уважать, Воронин сообщил:
«Зачем мне нужен ваш украинский, я в Одессе родился и никто там украинского даже не слышал…»
После военного вторжения России на Украину в феврале 2022 года Андрей Воронин призвал Германию помочь Украине:
«Что движет Путиным? Возможно, он просто хочет быть в учебниках истории. Но он никогда не окажется там. Или окажется как преступник. Как Германия может помочь Украине? Остановите этого сукина сына Путина, помогите беженцам. И пришлите оружие, чтобы мы могли защититься.»